# Charles Estoppey
Pour les articles homonymes, voir Estoppey.
Charles Estoppey, né le 15 février 1820 à Payerne et mort le 30 août 1888 à Saint-Légier, est un juge, un avocat et une personnalité politique suisse, membre du Parti radical-démocratique.

## Biographie
De confession protestante, originaire de Trey, Charles Estoppey est le fils de Jean-Daniel Estoppey. Il épouse Elisabeth Marguerite Böhlen. Après des études de droit à l'Académie de Lausanne entre 1840 et 1844, il devient juge de paix à Payerne entre 1845 et 1848, puis substitut du procureur général entre 1849 et 1861. Il est en parallèle directeur du collège de Payerne de 1849 et 1851, puis d'un commerce de fer. Il est de plus juge au tribunal militaire en 1858. Il obtient son brevet d'avocat en 1862 et s'associe à Victor Ruffy à Lausanne. Il est en parallèle juge cantonal de 1862 à 1866 et de 1873 à 1874.

### Carrière politique
Membre du Parti radical-démocratique, Charles Estoppey est conseiller national entre le 5 juillet 1852 et le 6 décembre 1863. Il est conseiller d'État vaudois du 22 mars 1866 à 1873, puis de 1874 à 1888. Pendant ces 22 ans, il est responsable du département de l'agriculture et du commerce (1866-1972), de celui de l'instruction publique et des cultes, de celui de l'intérieur et finalement de celui du territoire et de l'environnement. Il est en outre conseiller aux États du 1er juillet 1867 au 1er mai 1873 et du 8 mars 1875 au 1er juin 1888. Élu conseiller fédéral en 1875, il refuse son élection,,, préférant rester à son poste de conseiller d'État du canton de Vaud.